# Gēmu nō
Ten artykuł opisuje teorie, metody lub czynności niezgodne ze współczesną wiedzą medyczną.
Gēmu nō  (jap. ゲーム脳) – termin stworzony przez Akio Mori odnoszący się do ludzkich mózgów dotkniętych długotrwałym efektem grania w gry wideo. Mori, profesor w dziale nauk humanistycznych i ścisłych Uniwersytetu Nihon w Japonii, pierwotnie utworzył termin i przedstawił koncepcję w swojej książce z 2002 roku Gēmu nō no Kyōfu (ゲーム脳の恐怖). Została ona skrytykowana przez neuronaukowców jako pseudonaukowa.

## Podsumowanie

Przykład odczytu EEG przefiltrowanego w celu wyświetlenia fal beta

Mori przeprowadził eksperyment na tokijskim Uniwersytecie Nihon, którego celem było zbadanie wpływu gier wideo na aktywność ludzkiego mózgu poprzez badanie fal beta, które są wytwarzane podczas stanów beta — stanów związanych z normalną świadomością na jawie. Mori twierdzi, że jego badanie ujawniło, że ludzie, którzy spędzają długie okresy, grając w gry wideo, mają mniejszą aktywność w obszarze przedczołowym mózgu, który reguluje emocje i kreatywność, w przeciwieństwie do ich rówieśników. Twierdził również, że eksperyment pokazuje istnienie „niekorzystnego wpływu gier wideo na ludzki mózg”. W szczególności podkreśla, że skutki uboczne mogą obejmować utratę koncentracji, niezdolność do kontrolowania temperamentu i problemy w kontaktach towarzyskich lub z innymi ludźmi.
Jego hipoteza zyskała uznanie w kulturze popularnej, zwłaszcza wśród rodziców, którzy uważają, że gry wideo mogą mieć szkodliwy wpływ na rozwój dziecka. W wielu przypadkach wpłynęło to na lokalną politykę i podejmowanie decyzji dotyczących sprzedaży gier nieletnim. Często, gdy podejrzewa się, że przypadki przestępczości nieletnich i niewłaściwych zachowań dzieci są wynikiem nadmiernej ekspozycji na gry wideo, japońskie media podają mózg gracza jako możliwe wyjaśnienie. Mori upierał się, że korzystanie z internetu było przyczyną Masakry w Sasebo.

## Krytyka
Hipoteza Moriego została skrytykowana jako nieuzasadnione badania przez uznanych neuronaukowców i specjalistów od mózgu, ponieważ zastosował niewiarygodne pomiary i błędnie zinterpretował fluktuację fal beta. Jeden z jego krytyków, Dennis Schutter, neuronaukowiec specjalizujący się w sygnaturach EEG różnych stanów emocjonalnych stwierdził: „Moje przypuszczenie jest takie, że to zmęczenie jest najbardziej prawdopodobną przyczyną braku fal beta, a nie sama gra”.
Książka Moriego była nominowana do Japońskiej Nagrody za Skandaliczną Książkę (日本トンデモ本大賞, Nihon Tondemo-bon Taishō) w 2003 roku. Ryuta Kawashima stworzył grę logiczną Brain Age: Train Your Brain in Minutes a Day! na Nintendo DS stwierdzając, że Gra mózgu to „przesąd”.
Hipoteza Moriego koncentruje się na grach wideo, ale nie określa żadnego konkretnego rodzaju. Na całym świecie toczą się kontrowersje wokół brutalnych gier wideo, ale jego hipoteza ogranicza się do Japonii. Profesor Akira Baba ze szkoły podyplomowej Uniwersytetu Tokijskiego zwrócił uwagę, że w myśl jego hipotezy nawet profesjonalny gracz Shōgi Yoshiharu Habu prawdopodobnie cierpi na mózg gracza.